# 위켄드 (2011년 영화)
위켄드(Weekend)는 2011년 공개된 로맨틱 드라마 영화이다. 이 영화는 두 남성이 주말에 만나 성관계를 시작한 다음 둘 중 하나가 나라를 떠날 계획을 그린다. 미국 SXSW 영화제에서 초연하였다.